# Unstrut-Hainich-Kreis
Unstrut-Hainich-Kreis este un district rural (Landkreis) din landul Turingia, Germania. 